# Una llanura tenebrosa
Una llanura tenebrosa es el cuarto libro de la serie fantástica de Máquinas mortales, escrito por Philip Reeve y publicado en 2006. El mismo le da fin a la saga.
Una llanura tenebrosa, obtuvo en 2006 el premio Guardian Children's Fiction Prize y 2007 Los Angeles Times Book Prize for Young Adult Fiction, concedido a las mejores obras del género infantil y juvenil.

## Personajes
- Hester Shaw
- Tom Natsworthy
- Wren Natsworthy
- Theo Ngoni
- Anna Fang
- Oenone Zero
- Shrike
- Fishcake